# 河陰の変
河陰の変（かいんのへん）は、528年に中国北魏で起こった政変。爾朱栄が胡太后や幼主元釗を黄河に沈め、さらには北魏の諸王や朝臣多数を殺害した事件である。爾朱栄の乱（じしゅえいのらん）ともいう。

## 経緯
北魏の孝明帝の時期、元叉が朝政を専断していた数年間を除き、母后の胡太后が臨朝称制によって北魏の朝政の実権を握っていた。しかし孝明帝が成長するにつれて、胡太后の統治に不満を抱くようになる。528年2月、孝明帝は晋陽の爾朱栄を召し寄せて、胡太后を牽制しようとした。爾朱栄は軍を率いて、高歓を先鋒に上党に入った。
これに対して胡太后は孝明帝を毒殺し、潘充華の生んだ皇女を皇子と偽って即位させた。まもなく偽装が発覚したため、わずか1日で皇女を退位させて、臨洮王元宝暉（京兆王元愉の次男）の子で3歳の元釗を即位させた。爾朱栄はこの一連の事件に激怒し、元天穆と協議して奪権に動いた。
3月、爾朱栄は河内に入り、使者を洛陽に派遣して長楽王元子攸を迎えさせた。4月、爾朱栄と元子攸は河陽で合流した。元子攸は北魏の孝荘帝として即位した。爾朱栄は使持節・侍中・都督中外諸軍事・大将軍・開府・尚書令・領左右・領軍将軍に任じられ、太原王に封じられた。河橋を守っていた鄭先護と鄭季明はもともと孝荘帝と仲が良く、その即位の報を聞いて開城した。敗北をさとった胡太后は髪を落として出家し、洛陽の朝廷の官僚たちは璽綬を携えて孝荘帝を迎えるために河橋へと赴いた。爾朱栄は騎兵を派遣して胡太后と元釗を捕らえさせ、河陰に連行させると、ふたりを黄河に沈めさせた。
爾朱栄は費穆の提案を容れて、朝士たちの粛清に乗り出した。慕容紹宗が諫めたが、爾朱栄は聞き入れなかった。犠牲者は丞相の高陽王元雍や司空の元欽や儀同三司の東平王元略らをはじめとして、2000人あまりに及んだ。
爾朱栄は孝荘帝を擁して洛陽に入り、北魏の実権を握ることとなった。